# Denis Petrashov
Denis Petrashov (en kirguís: Денис Петрашов; Biskek, 1 de febrero de 2000) es un deportista kirguís que compite en natación, especialista en el estilo braza.
Ganó una medalla de bronce en el Campeonato Mundial de Natación de 2025, en la prueba de 100 m braza. Fue el abanderado de Kirguistán en la ceremonia de apertura de los Juegos Olímpicos de Tokio 2020 junto con la tiradora Kanykei Kubanychbekova.

## Palmarés internacional
| Campeonato Mundial | Campeonato Mundial  | Campeonato Mundial | Campeonato Mundial |
| Año                | Lugar               | Medalla            | Prueba             |
| ------------------ | ------------------- | ------------------ | ------------------ |
| 2025               | Singapur (Singapur) | Medalla de bronce  | 100 m braza        |